# اورشلیم‌جیرجیرک‌واران
اورشلیم‌جیرجیرک‌واران (نام علمی: Stenopelmatoidea) نام یک بالاخانواده از زیرراسته شمشیرک‌داران است.